# هنري إيفرت
هنري إيفرت (بالإنجليزية: Henry Everett)‏ (1791 - 7 مايو 1847) هو لاعب كريكت بريطاني (وحمل سابقاً جنسية المملكة المتحدة لبريطانيا العظمى وأيرلندا ومملكة بريطانيا العظمى).